# Pjotr Myschetzky
Pjotr (Peter) Nikolajevitj fyrste Myschetzky (russisk: Пётр Николаевич Мышецкий tr. Pjotr Nikolajevitj Mysjetskij, 8. juni (juliansk: 27. maj) 1858) i Novgorod – 6. maj 1925 i København) var en russisk officer og godsejer, far til Daniel Myschetzky.
Han var søn af fyrst Nikolaj Jevgrafovitj Mysjetskij (russisk: Николай Евграфович Мышецкий), var godsejer i Pskov og gjorde militær karriere. Han endte som generalløjtnant og blev dekoreret med Sankt Georgskorset. Han var gift med Nadezhda Nikolajevna Zamiatnin (død 1943).
I 1917 måtte han flygte til Danmark for at undslippe den russiske revolution. Enkekejserinde Dagmar skaffede Myschetsky pas til Danmark. Han er begravet på Assistens Kirkegård.